# Europaspiele 2015/Teilnehmer (Slowakei)
| Gelbes Symbol für Goldmedaillen mit stilisierten Olympischen Ringen | Graues Symbol für Silbermedaillen mit stilisierten Olympischen Ringen | Braundes Symbol für Bronzemedaillen mit stilisierten Olympischen Ringen |
| ------------------------------------------------------------------- | --------------------------------------------------------------------- | ----------------------------------------------------------------------- |
| —                                                                   | 4                                                                     | 3                                                                       |

Die Slowakei nahm in Baku an den Europaspielen 2015 teil. Vom Slovenský olympijský a športový výbor wurden 179 Athleten in 18 Sportarten nominiert.

## Badminton
| Athleten       | Wettbewerb | Gruppenphase      | Gruppenphase        | Gruppenphase | Gruppenphase | Achtelfinale | Achtelfinale | Viertelfinale | Viertelfinale | Halbfinale | Halbfinale | Finale | Finale   | Rang |
| Athleten       | Wettbewerb | Gegner            | Ergebnis            | Punkte       | Rang         | Gegner       | Ergebnis     | Gegner        | Ergebnis      | Gegner     | Ergebnis   | Gegner | Ergebnis | Rang |
| -------------- | ---------- | ----------------- | ------------------- | ------------ | ------------ | ------------ | ------------ | ------------- | ------------- | ---------- | ---------- | ------ | -------- | ---- |
| Frauen         |            |                   |                     |              |              |              |              |               |               |            |            |        |          |      |
| Jana Čižnárová | Einzel     | Kaja Stanković    | 10:21, 23:21, 21:16 | 2            | 3            | –            | –            | –             | –             | –          | –          | –      | –        |      |
| Jana Čižnárová | Einzel     | Jeanine Cicognini | 16:21, 17:21        | 2            | 3            | –            | –            | –             | –             | –          | –          | –      | –        |      |
| Jana Čižnárová | Einzel     | Kristína Gavnholt | 13:21, 11:21        | 2            | 3            | –            | –            | –             | –             | –          | –          | –      | –        |      |
| Männer         |            |                   |                     |              |              |              |              |               |               |            |            |        |          |      |
| Jarolím Vicen  | Einzel     | Eetu Heino        | 23:25, 15:21        | 0            | 4            | –            | –            | –             | –             | –          | –          | –      | –        |      |
| Jarolím Vicen  | Einzel     | Wladimir Malkow   | 13:21, 16:21        | 0            | 4            | –            | –            | –             | –             | –          | –          | –      | –        |      |
| Jarolím Vicen  | Einzel     | Kári Gunnarsson   | 17:21, 12:21        | 0            | 4            | –            | –            | –             | –             | –          | –          | –      | –        |      |

## Basketball 3x3
| Athleten                                                               | Gruppenphase                             | Achtelfinale | Achtelfinale | Viertelfinale | Viertelfinale | Halbfinale | Halbfinale | Finale/Spiel um Bronze | Finale/Spiel um Bronze | Rang |
| Athleten                                                               | Gruppenphase                             | Gegner       | Ergebnis     | Gegner        | Ergebnis      | Gegner     | Ergebnis   | Gegner                 | Ergebnis               | Rang |
| ---------------------------------------------------------------------- | ---------------------------------------- | ------------ | ------------ | ------------- | ------------- | ---------- | ---------- | ---------------------- | ---------------------- | ---- |
| Frauen                                                                 |                                          |              |              |               |               |            |            |                        |                        |      |
| Alexandra Pribulová Alexandra Riecka Zuzana Mračnová Dominika Baburová | Spanien 6:14 Slowenien 9:15 Irland 12:20 | Ukraine      | 8:16         | –             | –             | –          | –          | –                      | –                      |      |

## Bogenschießen
| Athleten                       | Wettbewerb | Platzierungsrunde | Platzierungsrunde | 1. Runde (64er) | 1. Runde (64er) | 2. Runde (32er)   | 2. Runde (32er) | Achtelfinale | Achtelfinale | Viertelfinale | Viertelfinale | Halbfinale | Halbfinale | Finale | Finale   | Rang |
| Athleten                       | Wettbewerb | Ringe             | Rang              | Gegner          | Ergebnis        | Gegner            | Ergebnis        | Gegner       | Ergebnis     | Gegner        | Ergebnis      | Gegner     | Ergebnis   | Gegner | Ergebnis | Rang |
| ------------------------------ | ---------- | ----------------- | ----------------- | --------------- | --------------- | ----------------- | --------------- | ------------ | ------------ | ------------- | ------------- | ---------- | ---------- | ------ | -------- | ---- |
| Frauen                         |            |                   |                   |                 |                 |                   |                 |              |              |               |               |            |            |        |          |      |
| Alexandra Longová              | Einzel     | 642               | 12                | Amy Oliver      | 6 : 0           | Anastasia Pavlova | 2 : 6           | –            | –            | –             | –             | –          | –          | –      | –        | 17   |
| Männer                         |            |                   |                   |                 |                 |                   |                 |              |              |               |               |            |            |        |          |      |
| Boris Baláž                    | Einzel     | 623               | 55                | Lasha Pkhakadze | 0 : 6           | –                 | –               | –            | –            | –             | –             | –          | –          | –      | –        | 33   |
| Mixed                          |            |                   |                   |                 |                 |                   |                 |              |              |               |               |            |            |        |          |      |
| Alexandra Longová, Boris Baláž | Mixed      | 1265              | 22                | –               | –               | –                 | –               | –            | –            | –             | –             | –          | –          | –      | –        | 22   |

## Boxen
| Athleten        | Wettbewerb                  | 1. Runde (32er)             | 1. Runde (32er) | Achtelfinale       | Achtelfinale | Viertelfinale  | Viertelfinale | Halbfinale       | Halbfinale | Finale | Finale   | Rang   |
| Athleten        | Wettbewerb                  | Gegner                      | Ergebnis        | Gegner             | Ergebnis     | Gegner         | Ergebnis      | Gegner           | Ergebnis   | Gegner | Ergebnis | Rang   |
| --------------- | --------------------------- | --------------------------- | --------------- | ------------------ | ------------ | -------------- | ------------- | ---------------- | ---------- | ------ | -------- | ------ |
| Männer          |                             |                             |                 |                    |              |                |               |                  |            |        |          |        |
| Viliam Tankó    | Fliegengewicht bis 52 kg    | –                           | –               | Dodji Kodjo Ayigah | 3:0          | Narek Abgaryan | 2:1           | Vincenzo Picardi | 0:3        | –      | –        | Bronze |
| Michal Zátorský | Leichtgewicht bis 60 kg     | –                           | –               | Yasin Yılmaz       | 1:2          | –              | –             | –                | –          | –      | –        |        |
| Matúš Strnisko  | Halbschwergewicht bis 81 kg | Alejandro Camacho Fernandez | 3:0             | Pawel Siljagin     | 0:3          | –              | –             | –                | –          | –      | –        |        |
| Erik Tlkanec    | Schwergewicht bis 91 kg     | Adam Hamori                 | 0:3             | –                  | –            | –              | –             | –                | –          | –      | –        |        |

## Fechten
| Athleten          | Wettbewerb     | Gruppenphase | Gruppenphase | 1. Runde (32er) | 1. Runde (32er) | Achtelfinale | Achtelfinale | Viertelfinale | Viertelfinale | Halbfinale / Klassifikation | Halbfinale / Klassifikation | Finale / Platzierung | Finale / Platzierung | Rang |
| Athleten          | Wettbewerb     | Bilanz       | Platzierung  | Gegner          | Ergebnis        | Gegner       | Ergebnis     | Gegner        | Ergebnis      | Gegner                      | Ergebnis                    | Gegner               | Ergebnis             | Rang |
| ----------------- | -------------- | ------------ | ------------ | --------------- | --------------- | ------------ | ------------ | ------------- | ------------- | --------------------------- | --------------------------- | -------------------- | -------------------- | ---- |
| Frauen            |                |              |              |                 |                 |              |              |               |               |                             |                             |                      |                      |      |
| Dagmar Cipárová   | Degen Einzel   | 2:4 Siege    | 6            | –               | –               | –            | –            | –             | –             | –                           | –                           | –                    | –                    |      |
| Michala Cellerová | Florett Einzel | 1:4 Siege    | 5            | –               | –               | –            | –            | –             | –             | –                           | –                           | –                    | –                    |      |
| Männer            |                |              |              |                 |                 |              |              |               |               |                             |                             |                      |                      |      |
| David Vegh        | Florett Einzel | 0:5 Siege    | 6            | –               | –               | –            | –            | –             | –             | –                           | –                           | –                    | –                    |      |

## Judo
| Athleten          | Wettbewerb        | 1. Runde      | 1. Runde | 2. Runde          | 2. Runde | Achtelfinale | Achtelfinale | Viertelfinale | Viertelfinale | Hoffnungsrunde Halbfinale | Hoffnungsrunde Halbfinale | Halbfinale | Halbfinale | Hoffnungsrunde Finale | Hoffnungsrunde Finale | Finale / Kampf um Bronze | Finale / Kampf um Bronze |
| Athleten          | Wettbewerb        | Gegner        | Ergebnis | Gegner            | Ergebnis | Gegner       | Ergebnis     | Gegner        | Ergebnis      | Gegner                    | Ergebnis                  | Gegner     | Ergebnis   | Gegner                | Ergebnis              | Gegner                   | Ergebnis                 |
| ----------------- | ----------------- | ------------- | -------- | ----------------- | -------- | ------------ | ------------ | ------------- | ------------- | ------------------------- | ------------------------- | ---------- | ---------- | --------------------- | --------------------- | ------------------------ | ------------------------ |
| Männer            |                   |               |          |                   |          |              |              |               |               |                           |                           |            |            |                       |                       |                          |                          |
| Matúš Milichovský | Klasse bis 81 kg  | –             | –        | Uschangi Margiani | 000-101  | –            | –            | –             | –             | –                         | –                         | –          | –          | –                     | –                     | –                        | –                        |
| Milan Randl       | Klasse bis 90 kg  | Karolis Bauža | 000-100  | –                 | –        | –            | –            | –             | –             | –                         | –                         | –          | –          | –                     | –                     | –                        | –                        |
| Matej Hajas       | Klasse bis 100 kg | –             | –        | Jakub Wójcik      | 000-100  | –            | –            | –             | –             | –                         | –                         | –          | –          | –                     | –                     | –                        | –                        |

## Kanu
| Athleten                                                  | Wettbewerb | Vorlauf    | Vorlauf | Halbfinale | Halbfinale | Finale     | Finale | Rang |
| Athleten                                                  | Wettbewerb | Zeit (min) | Rang    | Zeit (min) | Rang       | Zeit (min) | Rang   | Rang |
| --------------------------------------------------------- | ---------- | ---------- | ------- | ---------- | ---------- | ---------- | ------ | ---- |
| Frauen                                                    |            |            |         |            |            |            |        |      |
| Lucia Mištinová                                           | K1 5000 m  | -          | -       | -          | -          | 24:22,429  | 14     | 14   |
| Ivana Kmeťová Martina Kohlová                             | K2 200 m   | 0:38,085   | 5       | 0:36,847   | 1          | 0:41,853   | 8      | 8    |
| Ivana Kmeťová Martina Kohlová                             | K2 500 m   | 1:44,421   | 6       | 1:39,875   | 2          | 1:55,995   | 7      | 7    |
| Männer                                                    |            |            |         |            |            |            |        |      |
| Miroslav Zaťko                                            | K1 200 m   | 0:36,282   | 6       | 0:35,808   | 7          | 0:37,700   | 17     | 17   |
| Peter Gelle                                               | K1 1000 m  | 3:40,139   | 5       | 3:25,951   | 4          | 3:35,203   | 10     | 10   |
| Marek Krajčovič                                           | K1 5000 m  | -          | -       | -          | -          | 22:30,158  | 16     | 16   |
| Martin Jankovec Ľubomír Beňo                              | K2 200 m   | 0:33,448   | 3       | 0:33,144   | 8          | -          | -      |      |
| Erik Vlček Juraj Tarr                                     | K2 1000 m  | 3:14,468   | 8       | -          | -          | 3:13,865   | 4      | 4    |
| Marek Krajčovič Matej Michálek Viktor Demin Gabor Jakubík | K4 1000 m  | 2:54,252   | 4       | 2:50,523   | 1          | 3:10,773   | 7      | 7    |
| Ľubomír Hagara                                            | C1 200 m   | 0:42,034   | 6       | 0:40,695   | 8          | 0:42,507   | 15     | 15   |
| Matej Rusnák                                              | C1 1000 m  | 4:04,777   | 4       | 3:47,954   | 4          | -          | -      |      |

## Karate
| Athleten           | Wettbewerb       | Gruppenphase   | Gruppenphase | Halbfinale | Halbfinale | Kampf um Bronze | Kampf um Bronze | Finale | Finale   | Rang |
| Athleten           | Wettbewerb       | Gegner         | Ergebnis     | Gegner     | Ergebnis   | Gegner          | Ergebnis        | Gegner | Ergebnis | Rang |
| ------------------ | ---------------- | -------------- | ------------ | ---------- | ---------- | --------------- | --------------- | ------ | -------- | ---- |
| Frauen             |                  |                |              |            |            |                 |                 |        |          |      |
| Ingrida Suchánková | Kumite bis 61 kg | Farida Abiyeva | 2:2          | –          | –          | –               | –               | –      | –        | 5–6  |
| Ingrida Suchánková | Kumite bis 61 kg | Merve Çoban    | 0:2          | –          | –          | –               | –               | –      | –        | 5–6  |
| Ingrida Suchánková | Kumite bis 61 kg | Ana Lenard     | 0:0          | –          | –          | –               | –               | –      | –        | 5–6  |

## Leichtathletik
| Athleten                                                               | Wettbewerb       | Finale       | Finale | Finale |
| Athleten                                                               | Wettbewerb       | Zeit/Weite   | Rang   | Punkte |
| ---------------------------------------------------------------------- | ---------------- | ------------ | ------ | ------ |
| Frauen                                                                 |                  |              |        |        |
| Lenka Kršáková                                                         | 100 m            | 11,76 s      | 3      | 12     |
| Alexandra Bezeková                                                     | 200 m            | 23,72 s      | 2      | 13     |
| Iveta Putalová                                                         | 400 m            | 53,07 s      | 1      | 14     |
| Paula Habovštiaková                                                    | 800 m            | 2:07,67 min  | 5      |        |
| Paula Habovštiaková                                                    | 1500 m           | 4:30,17 min  | 5      | 10     |
| Ľubomíra Maníková                                                      | 3000 m           | 9:57,89 min  | 5      | 10     |
| Katarína Berešová                                                      | 5000 m           | 16:52,06 min | 4      | 11     |
| Katarína Beľová                                                        | 3000 m Hindernis | 11:11,34 min | 6      | 9      |
| Lucia Mokrášová                                                        | 100 m Hürden     | 13,92 s      | 2      | 13     |
| Andrea Holleyová                                                       | 400 m Hürden     | 59,81 s      | 3      | 12     |
| Lenka Kršáková Iveta Putalová Jana Velďáková Alexandra Bezeková        | 4 × 100 m        | 44,92 s      | 1      | 14     |
| Sylvia Šalgovičová Alexandra Štuková Alexandra Bezeková Iveta Putalová | 4 × 400 m        | 3:35,03 min  | 1      | 14     |
| Zuzana Karaffová                                                       | Hochsprung       | 1,74 m       | 6      | 8,5    |
| Anna Mária Hrvolová                                                    | Stabhochsprung   | 3,40 m       | 5      | 10     |
| Jana Velďáková                                                         | Weitsprung       | 6,68 m       | 1      | 14     |
| Dana Velďáková                                                         | Dreisprung       | 13,95 m      | 2      | 13     |
| Patrícia Slošárov                                                      | Kugelstoßen      | 14,18 m      | 4      | 11     |
| Ivona Tomanová                                                         | Diskuswurf       | 42,02 m      | 7      | 8      |
| Martina Hrašnová                                                       | Hammerwurf       | 69,31 m      | 1      | 14     |
| Veronika Ľašová                                                        | Speerwurf        | 40,35 m      | 7      | 8      |
| Männer                                                                 |                  |              |        |        |
| Tomáš Benko                                                            | 100 m            | 10,60 s      | 1      | 14     |
| Ján Volko                                                              | 200 m            | 21,08 s      | 1      | 14     |
| Lukáš Privalinec                                                       | 400 m            | 48,65 s      | 6      | 9      |
| Jozef Repčík                                                           | 800 m            | 1:51,51 min  | 2      | 13     |
| Jozef Pelikán                                                          | 1500 m           | 3:51,07 min  | 2      | 13     |
| Jozef Pelikán                                                          | 3000 m           | 8:24,29 min  | 5      | 10     |
| Juraj Vitko                                                            | 5000 m           | 14:56,08 min | 5      | 10     |
| Alexander Jablokov                                                     | 3000 m Hindernis | 9:26,23 min  | 7      | 8      |
| Jakub Bottlík                                                          | 110 m Hürden     | 16,41 s      | 8      | 7      |
| Martin Kučera                                                          | 400 m Hürden     | 50,70 s      | 1      | 14     |
| Denis Danac Roman Turcani Ján Volko Tomáš Benko                        | 4 × 100 m        | 40,80 s      | 3      | 12     |
| Lukáš Privalinec Jozef Repčík Denis Danac Martin Kučera                | 4 × 400 m        | 3:08,80 min  | 1      | 14     |
| Matúš Bubeník                                                          | Hochsprung       | 2,26 m       | 1      | 14     |
| Ján Zmoray                                                             | Stabhochsprung   | 5,15 m       | 1      | 14     |
| Tomáš Veszelka                                                         | Weitsprung       | 7,01 m       | 6      | 9      |
| Martin Koch                                                            | Dreisprung       | 15,38 m      | 6      | 9      |
| Matúš Olej                                                             | Kugelstoßen      | 17,61 m      | 5      | 10     |
| Matúš Olej                                                             | Diskuswurf       | 47,54 m      | 7      | 8      |
| Marcel Lomnický                                                        | Hammerwurf       | 75,41 m      | 1      | 14     |
| Patrik Žeňúch                                                          | Speerwurf        | 74,89 m      | 1      | 14     |

Endplatzierung
| Team     | Wettkampf  | Finale | Finale |
| Team     | Wettkampf  | Punkte | Rang   |
| -------- | ---------- | ------ | ------ |
| Slowakei | Mixed Team | 459,5  | Silber |

## Radsport

### BMX
| Athleten     | Wettbewerb | Qualifikation | Qualifikation | Viertelfinale | Viertelfinale | Halbfinale | Halbfinale | Finale | Finale | Rang |
| Athleten     | Wettbewerb | Zeit          | Rang          | Punkte        | Rang          | Punkte     | Rang       | Zeit   | Rang   | Rang |
| ------------ | ---------- | ------------- | ------------- | ------------- | ------------- | ---------- | ---------- | ------ | ------ | ---- |
| Männer       |            |               |               |               |               |            |            |        |        |      |
| Michal Tomčo | Race       | 36,723 s      | 26            | 18            | 16            | –          | –          | –      | –      |      |

### Mountainbike
| Athleten       | Wettbewerb    | Zeit (h)   | Rang |
| -------------- | ------------- | ---------- | ---- |
| Männer         |               |            |      |
| František Lámi | Cross-Country | Überrundet | 26   |
| Michal Lámi    | Cross-Country | Überrundet | 28   |

### Straße
| Athleten         | Wettbewerb    | Zeit                 | Rang                 |
| ---------------- | ------------- | -------------------- | -------------------- |
| Frauen           |               |                      |                      |
| Tereza Medveďová | Straßenrennen | 3:34:09              | 44                   |
| Männer           |               |                      |                      |
| Erik Baška       | Straßenrennen | Rennen nicht beendet | Rennen nicht beendet |
| Michael Kolář    | Straßenrennen | 5:42:25              | 50                   |
| Ľuboš Malovec    | Straßenrennen | Rennen nicht beendet | Rennen nicht beendet |

## Ringen
| Athleten                         | Wettbewerb        | 1. Runde             | 1. Runde | Achtelfinale      | Achtelfinale | Viertelfinale    | Viertelfinale | Halbfinale | Halbfinale | Hoffnungsrunde Viertelfinale | Hoffnungsrunde Viertelfinale | Hoffnungsrunde Halbfinale | Hoffnungsrunde Halbfinale | Hoffnungsrunde Finale | Hoffnungsrunde Finale | Finale | Finale   | Rang   |
| Athleten                         | Wettbewerb        | Gegner               | Ergebnis | Gegner            | Ergebnis     | Gegner           | Ergebnis      | Gegner     | Ergebnis   | Gegner                       | Ergebnis                     | Gegner                    | Ergebnis                  | Gegner                | Ergebnis              | Gegner | Ergebnis | Rang   |
| -------------------------------- | ----------------- | -------------------- | -------- | ----------------- | ------------ | ---------------- | ------------- | ---------- | ---------- | ---------------------------- | ---------------------------- | ------------------------- | ------------------------- | --------------------- | --------------------- | ------ | -------- | ------ |
| Freistil Frauen                  |                   |                      |          |                   |              |                  |               |            |            |                              |                              |                           |                           |                       |                       |        |          |        |
| Lenka Matejová                   | Klasse bis 48 kg  | Evin Demirhan        | 0:5      | –                 | –            | –                | –             | –          | –          | –                            | –                            | –                         | –                         | –                     | –                     | –      | –        |        |
| griechisch-römischer Stil Männer |                   |                      |          |                   |              |                  |               |            |            |                              |                              |                           |                           |                       |                       |        |          |        |
| Istvan Levai                     | Klasse bis 66 kg  | Vladimiros Matias    | 4:1      | Davide Cascavilla | 4:1          | Artjom Surkow    | 0:4           | –          | –          | –                            | –                            | Fredrik Bjerrehuus        | 3:1                       | Denys Demjankow       | 3:1                   | –      | –        | Bronze |
| Vojtech Jakuš                    | Klasse bis 71 kg  | Frank Stäbler        | 0:3      | –                 | –            | –                | –             | –          | –          | –                            | –                            | –                         | –                         | –                     | –                     | –      | –        |        |
| Richard Rigo                     | Klasse bis 75 kg  | Elvin Mürsəliyev     | 0:4      | –                 | –            | –                | –             | –          | –          | Ionel Pușcașu                | 1:3                          | –                         | –                         | –                     | –                     | –      | –        |        |
| Freistil Männer                  |                   |                      |          |                   |              |                  |               |            |            |                              |                              |                           |                           |                       |                       |        |          |        |
| Mykola Bolotnjuk                 | Klasse bis 61 kg  | –                    | –        | Andrei Perpeliță  | 3:1          | Hacı Əliyev      | 0:4           | –          | –          | –                            | –                            | –                         | –                         | –                     | –                     | –      | –        |        |
| Róbert Olle                      | Klasse bis 70 kg  | –                    | –        | Yakup Gör         | 0:4          | –                | –             | –          | –          | –                            | –                            | –                         | –                         | –                     | –                     | –      | –        |        |
| Michal Duba                      | Klasse bis 74 kg  | Georgios Savvoulidis | 0:4      | –                 | –            | –                | –             | –          | –          | –                            | –                            | –                         | –                         | –                     | –                     | –      | –        |        |
| Jozef Jaloviar                   | Klasse bis 97 kg  | –                    | –        | Philipp Hütter    | 3:1          | Elisbar Odikadse | 1:3           | –          | –          | –                            | –                            | Mindaugas Rumbutis        | 3:1                       | Walerij Andrijzew     | 0:4                   | –      | –        | 4      |
| Soslan Gagloev                   | Klasse bis 125 kg | Jose Cuba Vazquez    | 4:0      | Rareș Chintoan    | 4:1          | Dániel Ligeti    | 3:1           | Taha Akgül | 0:5        | –                            | –                            | –                         | –                         | Camaləddin Məhəmmədov | 1:3                   | –      | –        | 4      |

## Schießen
| Athleten                      | Klasse  | Wettbewerb                           | Qualifikation   | Qualifikation | Halbfinale      | Halbfinale | Finale          | Finale |
| Athleten                      | Klasse  | Wettbewerb                           | Ringe/ Scheiben | Rang          | Ringe/ Scheiben | Rang       | Ringe/ Scheiben | Rang   |
| ----------------------------- | ------- | ------------------------------------ | --------------- | ------------- | --------------- | ---------- | --------------- | ------ |
| Frauen                        |         |                                      |                 |               |                 |            |                 |        |
| Jana Hyblerová                | Gewehr  | Luftgewehr 10 m                      | 410,1           | 31            | -               | -          | -               | -      |
| Jana Hyblerová                | Gewehr  | Kleinkaliber Dreistellungskampf 50 m | 575             | 23            | –               | –          | –               | –      |
| Daniela Pešková               | Gewehr  | Luftgewehr 10 m                      | 413,0           | 16            | -               | -          | -               | -      |
| Daniela Pešková               | Gewehr  | Kleinkaliber Dreistellungskampf 50 m | 577             | 15            | –               | –          | –               | –      |
| Danka Barteková               | Flinte  | Skeet                                | 72              | 4             | 14              | 3          | 15              | 4      |
| Zuzana Štefečeková            | Flinte  | Trap                                 | 70              | 8             | –               | –          | –               | –      |
| Andrea Stráňovská             | Flinte  | Skeet                                | 64              | 19            | –               | –          | –               | –      |
| Männer                        |         |                                      |                 |               |                 |            |                 |        |
| Juraj Tužinský                | Pistole | Luftpistole 10 m                     | 582             | 2             | –               | –          | 180,1           | Bronze |
| Pavol Kopp                    | Pistole | Luftpistole 10 m                     | 578             | 10            | –               | –          | –               | –      |
| Pavol Kopp                    | Pistole | Freie Pistole 50 m                   | 557             | 7             | –               | –          | 187,5           | Silber |
| Marián Kovačócy               | Flinte  | Trap                                 | 118             | 19            | –               | –          | –               | –      |
| Hubert Andrzej Olejník        | Flinte  | Doppeltrap                           | 140             | 6             | 27              | 6          | –               | –      |
| Erik Varga                    | Flinte  | Trap                                 | 123             | 2             | 15              | 1          | 14              | Silber |
| Štefan Zemko                  | Flinte  | Skeet                                | 117             | 22            | –               | –          | –               | –      |
| Mixed                         |         |                                      |                 |               |                 |            |                 |        |
| Štefan Zemko Danka Barteková  | Flinte  | Skeet                                | 91              | 4             | 25              | 2          | 25              | 4      |
| Erik Varga Zuzana Štefečeková | Flinte  | Trap                                 | 94              | 1             | 28              | 1          | 27              | Gold   |

## Taekwondo
| Athleten        | Wettbewerb       | Achtelfinale     | Achtelfinale | Viertelfinale | Viertelfinale | Hoffnungsrunde Halbfinale | Hoffnungsrunde Halbfinale | Halbfinale | Halbfinale | Hoffnungsrunde Finale / Bronzekampf | Hoffnungsrunde Finale / Bronzekampf | Finale | Finale   | Rang |
| Athleten        | Wettbewerb       | Gegner           | Ergebnis     | Gegner        | Ergebnis      | Gegner                    | Ergebnis                  | Gegner     | Ergebnis   | Gegner                              | Ergebnis                            | Gegner | Ergebnis | Rang |
| --------------- | ---------------- | ---------------- | ------------ | ------------- | ------------- | ------------------------- | ------------------------- | ---------- | ---------- | ----------------------------------- | ----------------------------------- | ------ | -------- | ---- |
| Frauen          |                  |                  |              |               |               |                           |                           |            |            |                                     |                                     |        |          |      |
| Terézia Pavková | Klasse bis 49 kg | Lucija Zaninović | 2:14         | –             | –             | –                         | –                         | –          | –          | –                                   | –                                   | –      | –        |      |

## Tischtennis
| Athleten         | Wettbewerb | 1. Runde               | 1. Runde | 2. Runde            | 2. Runde | Achtelfinale     | Achtelfinale | Viertelfinale      | Viertelfinale | Halbfinale | Halbfinale | Finale/Spiel um Platz 3 | Finale/Spiel um Platz 3 | Rang |
| Athleten         | Wettbewerb | Gegner                 | Ergebnis | Gegner              | Ergebnis | Gegner           | Ergebnis     | Gegner             | Ergebnis      | Gegner     | Ergebnis   | Gegner                  | Ergebnis                | Rang |
| ---------------- | ---------- | ---------------------- | -------- | ------------------- | -------- | ---------------- | ------------ | ------------------ | ------------- | ---------- | ---------- | ----------------------- | ----------------------- | ---- |
| Frauen           |            |                        |          |                     |          |                  |              |                    |               |            |            |                         |                         |      |
| Barbora Balážová | Einzel     | Alex Galic             | 4:1      | Tetiana Sorochynska | 3:4      | –                | –            | –                  | –             | –          | –          | –                       | –                       |      |
| Eva Ódorová      | Einzel     | Linda Bergström        | 4:2      | Fu Yu               | 4:1      | Renáta Štrbíková | 4:2          | Marharyta Pessozka | 4:1           | Li Jie     | 0:4        | Melek Hu                | 1:4                     | 4    |
| Männer           |            |                        |          |                     |          |                  |              |                    |               |            |            |                         |                         |      |
| Ľubomír Pištej   | Einzel     | Ahmet Li               | 4:0      | Marcos Freitas      | 0:4      | –                | –            | –                  | –             | –          | –          | –                       | –                       |      |
| Wang Yang        | Einzel     | Aleksandar Karakašević | 4:3      | Timo Boll           | w/o      | Liam Pitchford   | 2:4          | –                  | –             | –          | –          | –                       | –                       |      |

## Triathlon
| Athleten         | Wettbewerb | Zeit (h) | Rang |
| ---------------- | ---------- | -------- | ---- |
| Frauen           |            |          |      |
| Romana Gajdošová | Einzel     | 2:14:44  | 33   |
| Ivana Kuriačková | Einzel     | 2:16:18  | 35   |
| Männer           |            |          |      |
| Richard Varga    | Einzel     | 1:49:32  | 5    |
| Lukáš Šiška      | Einzel     | 2:00:57  | 44   |

## Turnen

### Geräteturnen
| Athletinnen      | Wettbewerb       | Sprung | Sprung | Stufenbarren | Stufenbarren | Boden  | Boden | Schwebebalken | Schwebebalken | Gesamt | Gesamt |
| Athletinnen      | Wettbewerb       | Punkte | Rang   | Punkte       | Rang         | Punkte | Rang  | Punkte        | Rang          | Punkte | Rang   |
| ---------------- | ---------------- | ------ | ------ | ------------ | ------------ | ------ | ----- | ------------- | ------------- | ------ | ------ |
| Frauen           |                  |        |        |              |              |        |       |               |               |        |        |
| Barbora Mokošová | Qualifikation    | –      | –      | 11,166       | 48           | 12,600 | 33    | 12,333        | 34            | 50,032 | 38     |
| Barbora Mokošová | Mehrkampf Einzel | 13,833 |        | 12,166       |              | 12,200 |       | 10,633        |               | 48,832 | 18     |

| Athleten         | Wettbewerb    | Boden  | Boden | Pauschenpferd | Pauschenpferd | Ringe  | Ringe | Sprung | Sprung | Barren | Barren | Reck   | Reck | Gesamt | Gesamt |
| Athleten         | Wettbewerb    | Punkte | Rang  | Punkte        | Rang          | Punkte | Rang  | Punkte | Rang   | Punkte | Rang   | Punkte | Rang | Punkte | Rang   |
| ---------------- | ------------- | ------ | ----- | ------------- | ------------- | ------ | ----- | ------ | ------ | ------ | ------ | ------ | ---- | ------ | ------ |
| Männer           |               |        |       |               |               |        |       |        |        |        |        |        |      |        |        |
| Slavomír Michňák | Qualifikation | 11,500 | 77    | 14,666        | 6             | 12,066 | 66    | –      | –      | 13,066 | 61     | 13,766 | 36   | 78,497 | 48     |
| Slavomír Michňák | Gerätefinals  | –      | –     | 13,266        | 6             | –      | –     | –      | –      | –      | –      | –      | –    | –      | –      |

## Volleyball
| Athleten | Gruppenphase                                                       | Viertelfinale | Viertelfinale | Halbfinale | Halbfinale | Finale | Finale   | Rang |
| Athleten | Gruppenphase                                                       | Gegner        | Ergebnis      | Gegner     | Ergebnis   | Gegner | Ergebnis | Rang |
| --- | ------------------------------------------------------------------ | ------------- | ------------- | ---------- | ---------- | ------ | -------- | ---- |
| Männer |                                                                    |               |               |            |            |        |          |      |
| Štefan Chrtiansky Tomáš Halanda Michal Hruška Boris Kempa Daniel Končal Tomáš Kriško Marcel Lux Ľuboš Macko Peter Mlynarčík Peter Ondrovič Radoslav Prešinský Martin Vydarený Juraj Zaťko | Italien 3:1 Deutschland 0:3 Russland 1:3 Belgien 3:1 Bulgarien 0:3 | Polen         | 0:3           | –          | –          | –      | –        | 5    |

## Wassersport

### Schwimmen
Hier fanden Jugendwettbewerbe statt. Bei den Frauen ist das die U17 (Jahrgang 1999) und bei den Männern die U19 (Jahrgang 1997).
| Athleten           | Wettbewerb          | Vorlauf          | Vorlauf          | Halbfinale | Halbfinale | Finale | Finale | Rang |
| Athleten           | Wettbewerb          | Zeit             | Rang             | Zeit       | Rang       | Zeit   | Rang   | Rang |
| ------------------ | ------------------- | ---------------- | ---------------- | ---------- | ---------- | ------ | ------ | ---- |
| Frauen             |                     |                  |                  |            |            |        |        |      |
| Lara Babská        | 50 m Brust          | 33,92 s          | 26               | -          | -          | -      | -      |      |
| Lara Babská        | 100 m Brust         | 1:15,76 min      | 34               | -          | -          | -      | -      |      |
| Zuzana Pavlikovská | 100 m Freistil      | 59,82 s          | 51               | -          | -          | -      | -      |      |
| Zuzana Pavlikovská | 200 m Brust         | 2:39,25 min      | 24               | -          | -          | -      | -      |      |
| Zuzana Pavlikovská | 200 m Lagen         | 2:26,92 min      | 32               | -          | -          | -      | -      |      |
| Lucia Simovičová   | 50 m Freistil       | 27,26 s          | 33               | -          | -          | -      | -      |      |
| Lucia Simovičová   | 100 m Freistil      | 58,82 s          | 34               | -          | -          | -      | -      |      |
| Lucia Simovičová   | 50 m Schmetterling  | 28,52 s          | 27               | -          | -          | -      | -      |      |
| Männer             |                     |                  |                  |            |            |        |        |      |
| Peter Ďurišin      | 50 m Brust          | 29,20 s          | 18               | -          | -          | -      | -      |      |
| Peter Ďurišin      | 100 m Brust         | 1:05,15 min      | 30               | -          | -          | -      | -      |      |
| Tomáš Púchly       | 50 m Freistil       | nicht angetreten | nicht angetreten | -          | -          | -      | -      |      |
| Tomáš Púchly       | 100 m Freistil      | nicht angetreten | nicht angetreten | -          | -          | -      | -      |      |
| Vladimír Štefánik  | 100 m Freistil      | 51,57 s          | 29               | -          | -          | -      | -      |      |
| Vladimír Štefánik  | 50 m Schmetterling  | 25,15 s          | 29               | -          | -          | -      | -      |      |
| Vladimír Štefánik  | 100 m Schmetterling | 55,32 s          | 15               | 54,59 s    | 12         | -      | -      |      |
| Alexander Svetlík  | 50 m Rücken         | 27,58 s          | 32               | -          | -          | -      | -      |      |
| Alexander Svetlík  | 100 m Rücken        | 59,53 s          | 44               | -          | -          | -      | -      |      |
| Alexander Svetlík  | 200 m Rücken        | 2:09,43 min      | 30               | -          | -          | -      | -      |      |

### Synchronschwimmen
Hier fanden Jugendwettbewerbe statt. Im Synchronwettbewerb traten U19 (Jahrgang 1997) Schwimmerinnen an.
| Athletinnen | Wettbewerb | Qualifikation – Freie Kür | Qualifikation – Freie Kür | Finale – Freie Kür | Finale – Freie Kür | Rang |
| Athletinnen | Wettbewerb | Punkte                    | Rang                      | Punkte             | Rang               | Rang |
| --- | ---------- | ------------------------- | ------------------------- | ------------------ | ------------------ | ---- |
| Frauen |            |                           |                           |                    |                    |      |
| Simona Barutová Nada Daabousová Petra Ďurišová Miroslava Kratinová Sophia Lobpreisová Diana Miškechov Natália Pivarčiová Rebecca Schererová Júlia Bacharova Alexandra Ratajová | Team       | 138,7097                  | 12                        | 139,8430           | 12                 | 12   |

### Wasserball
Hier fanden Jugendwettbewerbe statt. Bei den Wasserballteams waren das die U18-Mannschaften (Jahrgang 1998).
| Wettbewerb         | Frauen | Männer |
| ------------------ | --- | --- |
| Athleten           | Barbora Baranovičová Tereza Bergerová Emma Junasová Karin Kačková Beáta Kováčiková Patrícia Krivdová Janka Kurucová Ivana Majláthová Simona Pažická Nataša Rybanská Miroslava Stankovianska Kristína Stehlíková Petra Stručková | Samuel Baran Peter Barger Matej Čaraj Adam Furman Tomáš Grivalský Roman Klampár Andrej Kocák Andrej Kováčik Adam Mitruk Tomáš Orem Michal Rybnikár Jaroslav Úradník Michal Úradník |
| Gruppenphase       | Russland 4:13 Serbien 9:8 Frankreich 9:5 Spanien 4:20 Italien 7:18 | Serbien 5:14 Malta 15:8 Spanien 9:14 |
| Platzierungsspiele | Deutschland 11:13 | Deutschland 7:13 Montenegro 8:9 Rumänien 7:8 |
| Halbfinale         | – | – |
| Finale             | – | – |
| Platzierung        | 8. | 12. |